# Alamo Rent A Car
Alamo Rent A Car is een autoverhuurbedrijf uit de Verenigde Staten, opgericht in 1974.
Het hoofdkantoor is gevestigd in Clayton (Missouri). Het is onderdeel van Enterprise Holdings, het op een na grootste autoverhuurbedrijf in de Verenigde Staten, tussen Avis Budget Group en The Hertz Corporation.
Alamo is actief in de Verenigde Staten, Canada, Mexico, Midden-Amerika en Australië, en delen van Afrika en Europa. Alamo verhuurt meestal auto's van General Motors, Toyota, Nissan en Volvo.